# Hemmiken
Hemmiken – gmina (niem. Einwohnergemeinde) w północnej Szwajcarii, w kantonie Bazylea-Okręg, w okręgu Sissach. 31 grudnia 2020 roku liczyła 258 mieszkańców. Leży ok. 25 km na wschód od Bazylei i ok. 25 km na zachód od Villigen.